# Placosaris
Placosaris és un gènere d'arnes de la família Crambidae.

## Taxonomia
- Placosaris apoalis Munroe & Mutuura, 1970
- Placosaris arjunoalis Munroe & Mutuura, 1970
- Placosaris beatrix (Meyrick, 1938)
- Placosaris bornealis Munroe & Mutuura, 1970
- Placosaris crociphora (West, 1931)
- Placosaris dohertyi Munroe & Mutuura, 1970
- Placosaris galogalis Munroe & Mutuura, 1970
- Placosaris ingestalis (Snellen, 1899)
- Placosaris intensalis (Swinhoe, 1894)
- Placosaris leucula Meyrick, 1897
- Placosaris labordalis Viette, 1958
- Placosaris lindgreni Munroe & Mutuura, 1970
- Placosaris perakalis Munroe & Mutuura, 1970
- Placosaris steelei Munroe & Mutuura, 1970
- Placosaris swanni Munroe & Mutuura, 1970
- Placosaris triticalis Kenrick 1907
- Placosaris turiusalis Walker, 1859
- Placosaris udealis Munroe & Mutuura, 1970